# Crinia deserticola
Espèce
Synonymes
- Ranidella deserticola Liem & Ingram, 1977

Statut de conservation UICN

 LC  : Préoccupation mineure
Crinia deserticola est une espèce d'amphibien de la famille des Myobatrachidae.

## Répartition
Cette espèce est endémique de l'Australie. Elle se rencontre dans le nord-est de l'Australie-Méridionale, au Queensland, dans le Territoire du Nord et dans le Nord-Est de l'Australie-Occidentale.

## Description
L'holotype de Crinia deserticola, un mâle adulte, mesure 15,6 mm. Cette espèce a la face dorsale brun clair. Sa tête est ornée d'une tache olive en forme de V. Sa face ventrale est crème tacheté de brun foncé au niveau de la gorge et de la poitrine.
Les mâles émettent des cris qui ressemblent au chant des jeunes moineaux domestiques (Passer domesticus) avec une fréquence dominante aux alentours de 4 kHz.
La ponte a lieu dans l'eau où les œufs, de petite taille, restent collés à la végétation.

## Étymologie
Son nom d'espèce, du latin desertum, « désert », et cola, « habitant », lui a été donné en référence à son habitat.

## Publication originale
- Liem & Ingram, 1977 : Two new species of frogs (Anura: Myobatrachidae, Pelodryadidae) from Queensland and New South Wales. Victorian Naturalist, vol. 94, no 6, p. 255-262 (texte intégral).